# For Leonardo
For Leonardo è una scultura monumentale di Eduardo Paolozzi realizzata nell'anno 1986 e situata Monaco di Baviera.

## Storia
Per la realizzazione dell'opera, Paolozzi s'ispirò a un'immagine a corredo di un articolo di biogenetica apparso su un numero del National Geographic del 1984.  L'immagine, realizzata da Davis Meltzer, forniva una rappresentazione della lotta tra cellule tumorali e cellule sane, con le seconde raffigurate come componenti spigolosi e le prime come elementi circolari forniti di spuntoni che penetrano le pareti delle seconde.
Il titolo dell'opea è un omaggio agli studi anatomici di Leonardo Da Vinci.
Un tempo collocata di fronte alla Alte Pinakothek nel Kunstareal del quartiere di Maxvorstadt, la scultura si trova oggi in un giardino di una delle sedi monacensi dell'Ufficio Europeo dei Brevetti, precisamente in quella situata in Grasserstraße.

## Descrizione
Realizzata in ghisa, For Leonardo si compone di sei elementi identici, disposti su tre file, e di due semisfere simmetriche collocate nel mezzo tra una fila e l'altra. Ognuno dei sei elementi, i quali rappresentano le cellule sane, ha una sezione che può essere descritta come un quadrato dotato di angoli smussati. Le due semisfere, rappresentative delle cellule tumorali, sono disposte in modo tale da sporgere rispetto a una superficie superiore dei sei elementi.